# Свято-Симеоновский монастырь (Брест)

Симеоновский собор в Брест-Литовске
(фото сделано около 1895 года)

 Монастырь во имя преподобного Симеона Столпника — ныне недействующий мужской монастырь. Находился в южной части города Бреста, на Волынском предместье, за р. Мухавец.

## История
Существует версия, связывающая основание города Берестья (ныне Брест) с православными монахами, которые основали тут общежительный монастырь во имя преподобного Симеона Столпника в первые времена введения Христианства на Руси.
Первое письменное упоминание о Свято-Симеоновском монастыре встречается в привилее 1499 года, данном Берестью великим князем литовским Александром Ягеллончиком, где о монастыре говорится, что он «древний», в нём 2 храма: главный во имя преподобного Симеона Столпника и трапезный — в честь Благовещения Божией Матери. После заключения в 1596 году Брестской унии монастырь был передан униатам. Православные монахи покинули обитель, которая опустела и была разорена уже к 1604 году.
После повторного узаконения Православия в Речи Посполитой в 1632 году, в Бресте началась волна возвращений мещан из унии в Православие. 4 октября 1633 года, заручившись письменным распоряжением владельца земли воеводы Р. Лещинского, мещане Бреста во главе со слугой воеводы Я. Балцеровичем призвали в Симеоновский монастырь монахов из православного Яблочинского монастыря.
Во время восстания Богдана Хмельницкого игумен монастыря преподобномученик Афанасий (Филиппович) был казнён, и его мощи вскоре сделались святыней обители.
В 1680 году, владелец земель монастыря Красинский, построил при обители часовню во имя первомученика Стефана и оставил обители владение в городе. Он же оговорил, что монастырь должен подчиняться православному Могилёвскому епископу, а в его отсутствие — Киево-Печерскому монастырю. В 1699 году монастырь был освобожден от всех повинностей, кроме чинша (регулярного оброка). Однако, в начале XVIII века положение обители было тяжелым: с 1706 года монастырь оставался без настоятеля, а в 1716 году в монастыре случился пожар, который приписывался враждебным иноверцам — униатам и римо-католикам. После пожара в обители была построена новая церковь Симеона Столпника с приделами во имя первомученика Стефана и во имя великомученицы Варвары.
В 1740 году монастырь во имя Святого Симеона Столпника подал жалобу в королевский задворный асессорский суд на него, на его официала и униатских священников Брестской епархии о том, что 22 августа они (по приказу епископа Феофила Годебского) с толпою в полтораста с лишком человек, вооруженных палками, кольями и топорами, неожиданно напали на принадлежащий монастырю цвинтарь (погост) бывшей Крестовоздвиженской церкви, порубили изгородь, потоптали яровые хлеба и огородные овощи и били православных монахов. Дело об этом погосте и о двух других спорных земельных участках тянулось долго и закончилось лишь к декабрю 1751 года в пользу Феофила и его брестских униатов; относительно же побоев признано, что они были с обеих сторон. 
С 1793 года монастырь вошёл в Минскую епархию Российской Православной Церкви. После окончательного отхода Бреста к России и издания указа о духовных штатах по Юго-Западному краю в 1795 году, монастырь был включен в число заштатных. В 1797 году в Брестской обители была учреждена архимандрития и настоятель Аркадий был возведен в сан архимандрита.
К 1811 году в комплекс монастыря помимо Симеоновского храма входили Благовещенская церковь с трапезной, колокольня, настоятельские и братские кельи. Обители принадлежали 53 десятин земли и мельница. Во время Отечественной войны 1812 года в обители была сожжена большая часть построек, пострадала Симеоновская церковь, медная рака с мощами преподобномученика Афанасия расплавилась, но частицы мощей уцелели и были помещены в деревянном ковчеге в трапезной Благовещенской церкви. На восстановление обители были отпущены деньги из средств Грозовского и Слуцкого монастырей. Однако, 8 ноября 1816 года вновь последовал пожар, опять уничтоживший почти все монастырские строения, включая храм Симеона Столпника. Во время визита в Брест-Литовск императора Александра I в 1823 году настоятель монастыря обратился к нему за помощью в восстановлении храма. Несмотря на это, решением Синода Симеоновский монастырь был в 1824 году упразднён, а оставшаяся от него Благовещенская церковь — обращена в приходскую. Монастырские постройки разобрали в 1833 году в связи со строительством крепости в старой части Бреста, и в 1834 году город лишился единственной православной церкви. С тех пор монастырь не возрождался. При этом в 1865—1868 годах в новой части города был воздвигнут Симеоновский собор (по другим данным — 1862-1865 гг.) из кирпича по проекту брестского городского архитектора В. Поликарпова. В 1886  капитально отремонтирован под наблюдением академика архитектуры В. И. Чагина. В 1988 г. храм восстановлен.
В начале XXI века в городе возник новый Свято-Афанасиевский мужской монастырь.